# سیمون شرل فینکه
سیمون شرل فینکه (انگلیسی: Simone Schürle-Finke؛ زادهٔ ۱۶ آوریل ۱۹۸۵) استادیار، محقق و دانشمند در زمینهٔ مهندسی پزشکی اهل آلمان است.